# Селянський провулок (Мелітополь)
Селянський провулок — провулок в Мелітополі. Йде паралельно Кізіярському струмку від вулиці Олеся Гончара до проспекта 50-річчя Перемоги.

## Назва
Селянська — назва вулиць в багатьох містах України.
В Мелітополі також існує Селянська вулиця, а в 1920-х—1940-х роках існував ще й Селянський форштадт.

## Історія
Перша відома згадка вулиці датується 17 червня 1929 року. 
У переліках жовтня 1939 року Селянський провулок відсутній, але є Селянський форштадт. Мелітопольський краєзнавець Миколай Крилов припускає, що він і є Селянським провулком.